# Athagad
Athagad es una ciudad y  comité de área notificada situada en el distrito de Cuttack en el estado de Odisha (India). Su población es de 17304 habitantes (2011). Se encuentra a 30 km de Cuttack  y a 37 km de Bhubaneswar.

## Demografía
Según el censo de 2011 la población de Athagad era de 17304 habitantes, de los cuales 8930 eran hombres y 8374 eran mujeres. Athagad tiene una tasa media de alfabetización del 89,71%, superior a la media estatal del 72,87%: la alfabetización masculina es del 93,60%, y la alfabetización femenina del 85,60%.